# Quello di prima
Quello di prima è un singolo del rapper italiano Emis Killa, pubblicato il 6 ottobre 2016 come quarto estratto dal terzo album in studio Terza stagione.

## Descrizione
Prodotto da Don Joe dei Club Dogo insieme a Andry the Hitmaker, il testo del brano evidenzia il fatto di non essere nato privilegiato, focalizzandosi sull'autocelebrazione e le rime ad effetto. Giocando coi doppi sensi, dice che è quello di prima come persona, ma non vuole più la vita di prima.

## Video musicale
Il video, diretto da John Murd, è stato reso disponibile il 6 ottobre 2016 attraverso il canale YouTube del rapper.

## Tracce
1. Quello di prima – 3:51